# RFL Championship 1897-98
La Northern Rugby Football Union Championship de 1897-98 fue la tercera temporada del torneo de rugby league más importante de Inglaterra.

## Formato
El torneo fue dividido en dos campeonatos, el del condado de Lancashire y el de Yorkshire, cada uno determino su campeón, por lo tanto en esta temporada no hubo un campeón nacional, título que recién se recuperaría en la temporada  1901-02.

## Desarrollo

### Lancashire League
| Pos. | Equipo            | Encuentros | Encuentros | Encuentros | Encuentros | Tantos | Tantos | Tantos | Puntos |
| Pos. | Equipo            | PJ         | PG         | PE         | PP         | F      | C      | Dif    | Puntos |
| ---- | ----------------- | ---------- | ---------- | ---------- | ---------- | ------ | ------ | ------ | ------ |
| 1.º  | Oldham RLFC       | 26         | 22         | 1          | 2          | 295    | 94     | +201   | 47     |
| 2.º  | Swinton Lions     | 26         | 20         | 3          | 3          | 321    | 83     | +238   | 43     |
| 3.º  | Widnes Vikings    | 26         | 19         | 1          | 6          | 251    | 114    | +137   | 39     |
| 4.º  | Salford           | 26         | 16         | 3          | 7          | 275    | 182    | +93    | 33     |
| 5.º  | Broughton Rangers | 26         | 13         | 4          | 9          | 183    | 108    | +75    | 30     |
| 6.º  | Wigan             | 26         | 11         | 1          | 14         | 124    | 173    | -49    | 23     |
| 7.º  | Leigh             | 26         | 11         | 2          | 13         | 176    | 170    | +6     | 22     |
| 8.º  | St. Helens        | 26         | 10         | 2          | 14         | 161    | 192    | -31    | 22     |
| 9.º  | Warrington        | 26         | 10         | 2          | 14         | 131    | 178    | -47    | 22     |
| 10.º | Runcorn RFC       | 26         | 9          | 2          | 15         | 142    | 184    | -42    | 20     |
| 11.º | Stockport         | 26         | 8          | 2          | 16         | 154    | 253    | -99    | 18     |
| 12.º | Tyldesley FC      | 26         | 8          | 1          | 17         | 111    | 281    | -170   | 17     |
| 13.º | Rochdale Hornets  | 26         | 7          | 0          | 19         | 146    | 247    | -101   | 14     |
| 14.º | Morecambe         | 26         | 4          | 2          | 20         | 74     | 285    | -211   | 10     |

|  | Campeón. |

### Yorkshire League
| Pos. | Equipo                   | Encuentros | Encuentros | Encuentros | Encuentros | Tantos | Tantos | Tantos | Puntos |
| Pos. | Equipo                   | PJ         | PG         | PE         | PP         | F      | C      | Dif    | Puntos |
| ---- | ------------------------ | ---------- | ---------- | ---------- | ---------- | ------ | ------ | ------ | ------ |
| 1    | Hunslet FC               | 30         | 22         | 4          | 4          | 327    | 117    | +210   | 48     |
| 2    | Bradford Park Avenue AFC | 30         | 23         | 2          | 5          | 319    | 139    | +180   | 48     |
| 3    | Batley Bulldogs          | 30         | 17         | 3          | 10         | 234    | 111    | +123   | 37     |
| 4    | Halifax RLFC             | 30         | 16         | 3          | 11         | 193    | 164    | +29    | 35     |
| 5    | Manningham FC            | 30         | 15         | 4          | 11         | 276    | 181    | +95    | 34     |
| 6    | Castleford               | 30         | 16         | 1          | 13         | 256    | 208    | +48    | 33     |
| 7    | Wakefield Trinity        | 30         | 16         | 1          | 13         | 248    | 214    | +34    | 33     |
| 8    | Leeds Parish Church RFC  | 30         | 15         | 1          | 14         | 187    | 213    | -26    | 31     |
| 9    | Leeds                    | 30         | 13         | 4          | 13         | 186    | 171    | +15    | 30     |
| 10   | Huddersfield             | 30         | 12         | 3          | 15         | 208    | 170    | +38    | 27     |
| 11   | Hull                     | 30         | 11         | 4          | 15         | 192    | 187    | +5     | 26     |
| 12   | Bramley                  | 30         | 11         | 4          | 15         | 156    | 199    | -43    | 26     |
| 13   | Brighouse Rangers        | 30         | 9          | 5          | 16         | 143    | 172    | -29    | 23     |
| 14   | Holbeck                  | 30         | 11         | 0          | 19         | 171    | 310    | -139   | 22     |
| 15   | Heckmondwike             | 30         | 9          | 2          | 19         | 148    | 315    | -167   | 20     |
| 16   | Liversedge RFC           | 30         | 3          | 1          | 26         | 76     | 449    | -373   | 7      |

| 1898 | Hunslet | 5 - 2 | Bradford |  |  |

|  | Finalistas. |